# يوجين ألين سميث
يوجين ألين سميث (بالإنجليزية: Eugene Allen Smith)‏ هو عالم نبات وجيولوجي أمريكي، ولد في 27 أكتوبر 1841 في ألاباما في الولايات المتحدة، وتوفي في 7 سبتمبر 1927.